# Herľany
Herľany – wieś (obec) na Słowacji w kraju koszyckim, w powiecie Koszyce-okolice. Miejscowość znajduje się na skraju Gór Tokajsko-Slańskich, w odległości około 28 km od Koszyc.
Herľany są znane od XVII wieku ze względu na źródła mineralne. Zdrój w znacznej mierze rozwinął się za czasów cesarza Józefa II Habsburga. W 1870 r. wody przestały spełniać wymagane kryteria lecznicze. W związku z tym zaczęto tworzyć nowe odwierty, których rezultatem było odkrycie w 1875 r. unikatowego w tych rejonach świata chłodnego gejzeru. Znaczenie miejscowości jako uzdrowiska, pomimo istnienia czterech źródeł wody mineralnej, spadło po roku 1945. Istniejący w dalszym ciągu gejzer stanowi pomnik przyrody, a także wielką atrakcję turystyczną.

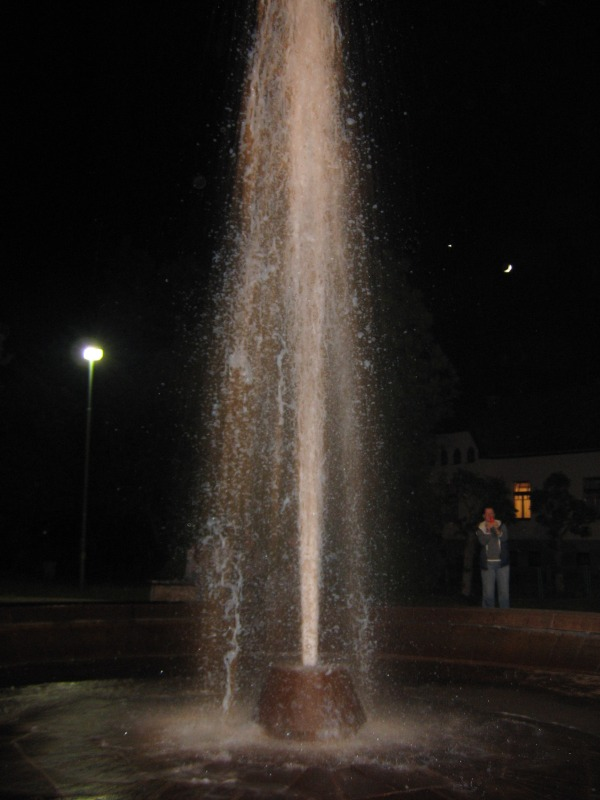
Gejzer Herľany

Zimny gejzer w Herľanach jest drugim w Europie i jednym z ośmiu znanych na Ziemi chłodnych gejzerów. Jego wybuchy są wywoływane gromadzeniem się w głębokich szczelinach skalnych gazów, w tym głównie dwutlenku węgla, które po osiągnięciu odpowiednio wysokiego ciśnienia wyrzucają napływającą do otworu wodę. Główne parametry gejzeru:
- głębokość odwiertu 405 m
- aktualna (2023 r.) wysokość wyrzutu wody: ok. 22 m[6]
- wybuch trwa około 25 minut[6]
- odstępy czasu między kolejnymi wybuchami wynoszą aktualnie (2023 r.) od 34 do 36 godzin[6]
- temperatura wody wynosi ok. 20 °C
- wypływająca woda jest silnie zmineralizowana